# Files of the Unexplained
Files of the Unexplained är en amerikansk dokumentärserie som hade premiär den 3 april 2024 på Netflix.

## Handling
Serien utforskar det paranormala. Bland annat undersöks Kusliga möten, mystiska försvinnanden, obehagliga händelser och andra förbryllande fenomen.